# Катенино (посёлок)
остановочная платформа Катенино — упразднённый посёлок в Варненском районе Челябинской области. На момент упразднения входил в состав Варненского сельсовета. Исключён из учётных данных в 1978 г.

## География
Располагался у закрытого остановочного пункта 94 км (быв. Катенино) на железнодорожной линии Карталы — Никель Южно-Уральской железной дороги, на расстоянии примерно 2,5 км (по прямой) к востоку от поселка Кызыл-Маяк.

## История
По всей видимости возник в 1931 году в период массового строительства железнодорожных разъездов для увеличения пропускной способности железнодорожной ветки.
По данным на 1970 год посёлок входил в состав Варненского сельсовета.
Исключен из учётных данных решением Челябинского областного Совета народных депутатов от 24.01.1978 года № 45.

## Население
| 1970 | 1977 |
| ---- | ---- |
| 14   | ↘12  |